# Vanilla planifolia
Vanilla planifolia es una especie del género de orquídeas Vanilla, de hábito trepador y crecimiento rastrero, originaria de Mesoamérica. Se cultiva de México a Paraguay y en Madagascar. Del fruto de esta planta se extrae la vainilla.

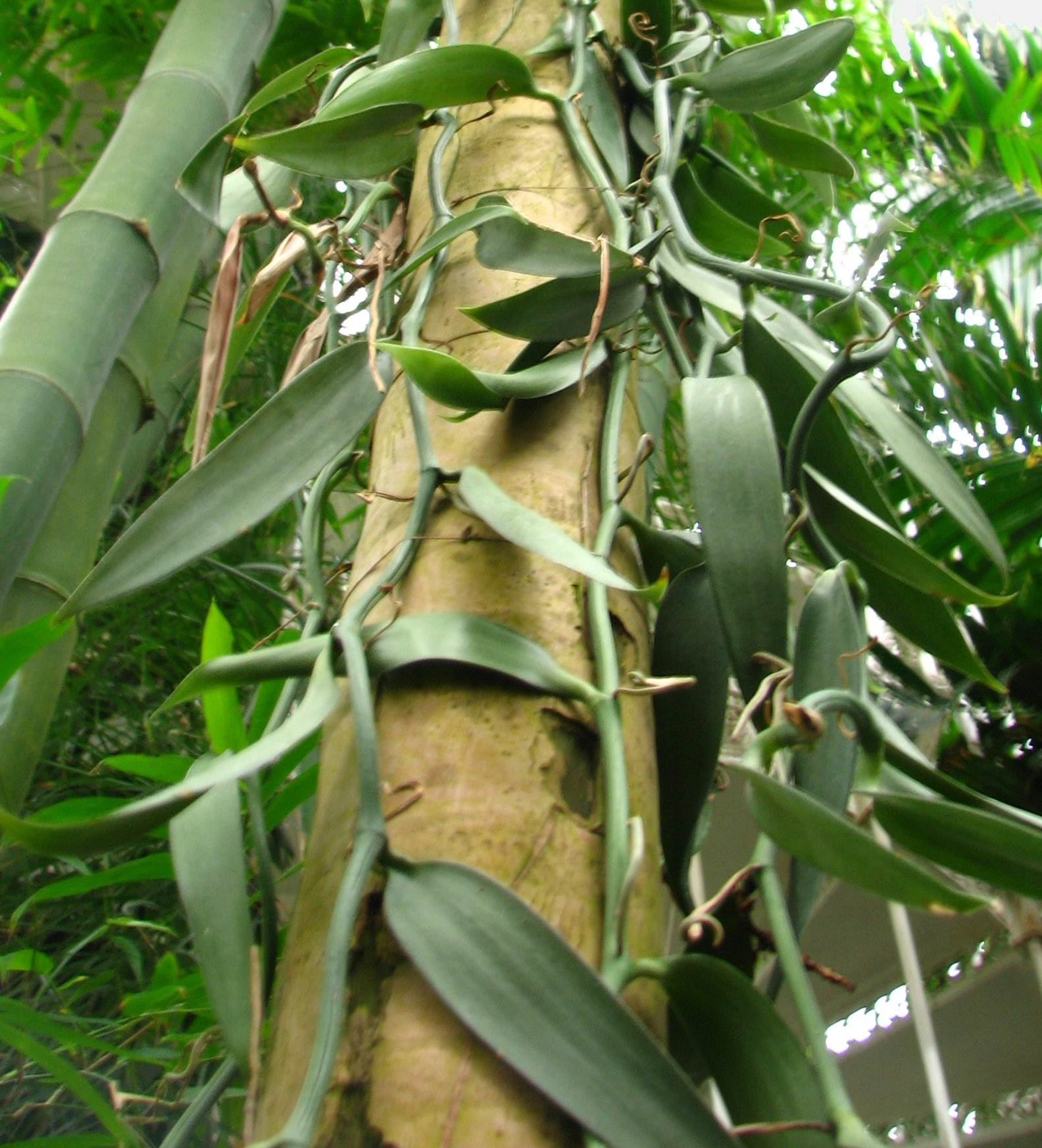
Las raíces adventicias a lo largo de los tallos facilitan el agarre a las superficies

## Descripción

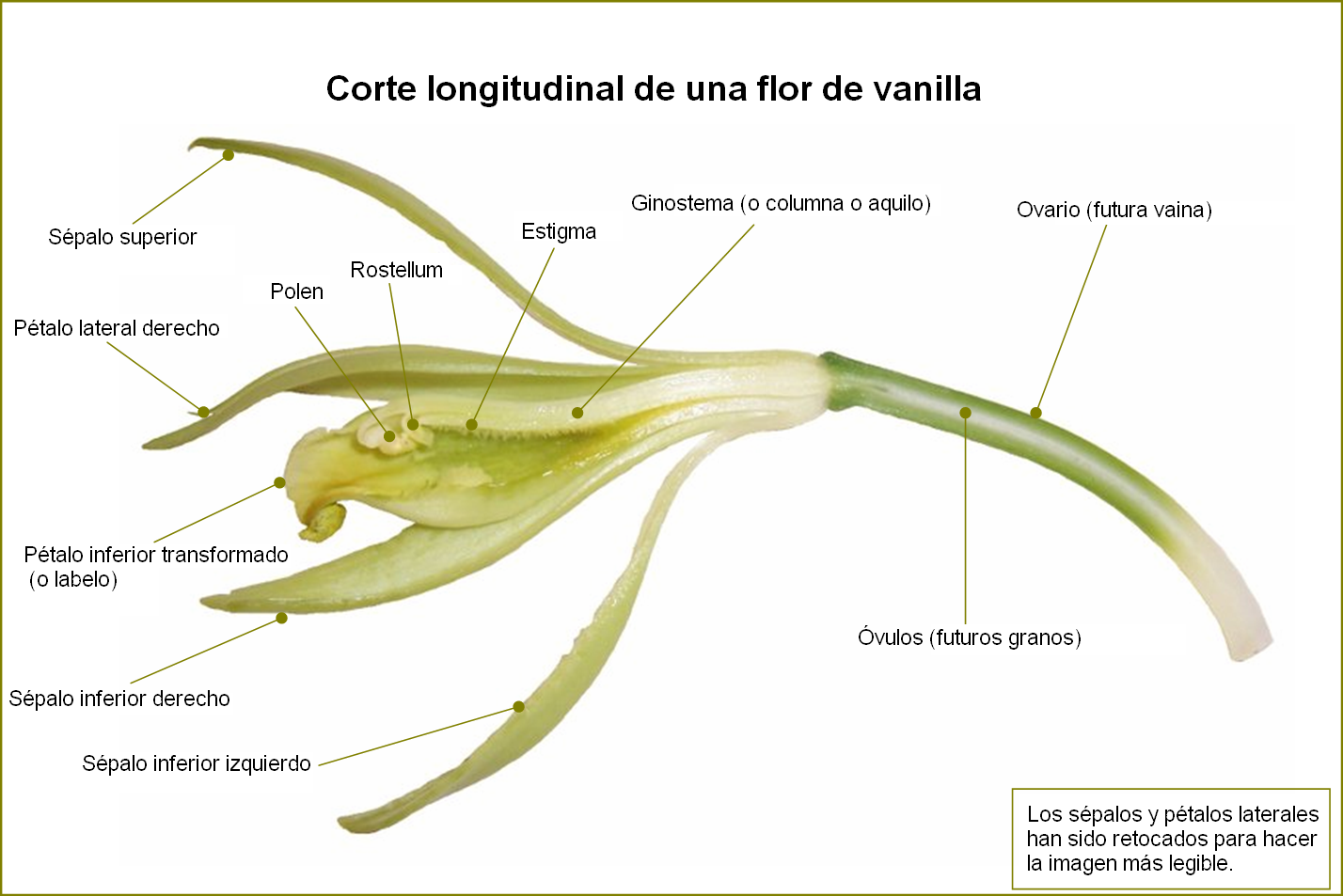
Partes de la flor

Es una planta con clorofila y con las raíces al aire (característico de todas las orquídeas); semillas exteriores, sin alas, y las inflorescencias de flores con colores pálidos que nacen sucesivamente en racimos laterales.
Esta especie tiene una alta variabilidad y múltiples sinónimos y puede ser reconocida entre las plantas del géneroVanilla, ya que tiene tallos gruesos y quebradizos; los labios claramente lobulados, más cortos o de la misma longitud que los sépalos, las hojas grandes y carnosas de amplia base, oblongas, con márgenes amarillentos y terminando puntiagudas, de hasta un 22 por 6.5 cm., y con grandes flores de color amarillo con sépalos de color verde que llegan a medir hasta 6,5 cm de largo con el extremo ligeramente apuntado.
Sus frutos son ampliamente utilizados en la producción de vainilla.
Es una orquídea epifita de tamaño grande, trepadora con un tallo cilíndrico de color verde y carnoso, ramificado y llevando numerosas hojas, carnosas, elíptico- oblongas u ovado-elípticas, agudas a subacuminadas. Florece en una corta inflorescencia de 5 a 7 cm de largo, axilar, subsésil y racemosa, con hasta 20 flores ampliamente ovado-triangulares, con brácteas agudas. Las flores están llenas de aroma y son de corta vida. se abren sucesivamente durante todo el año, y las  vainas se utilizan para producir la esencia de vainilla. Esta especie se encuentra a menudo en comunidad con las hormigas y pueden beneficiarse de su presencia.

## Distribución y hábitat
Esta especie es endémica de los bosques de Mesoamérica. Desde México hasta Panamá.
Actualmente se cultiva en muchos países tropicales del mundo, especialmente en Madagascar.

## Taxonomía
Vanilla planifolia fue descrita por George Jackson, validada por Henry Cranke Andrews y publicada en Botanist's Repository, for new, and rare plants 8: t. 538, en 1808.

#### Sinonimia
- Epidendrum rubrum Lam.
- Myrobroma fragrans Salisb.
- Notylia planifolia (Jacks. ex Andrews) Conz.
- Notylia sativa (Schiede) Conz.
- Notylia sylvestris (Schiede) Conz.
- Vanilla aromatica Willd.
- Vanilla bampsiana Geerinck
- Vanilla duckei Huber
- Vanilla fragrans Ames
- Vanilla rubra (Lam.) Urb.
- Vanilla sativa Schiede
- Vanilla sylvestris Schiede
- Vanilla viridiflora Blume[5]

## Composición química

Fórmula de la vainillina

Las vainas fermentadas contienen un aceite esencial rico en vainillina. Otros componentes del aceite incluyen el ácido para-hidroxi-anísico, benzaldehído, anisalcohol, anisaldehido y lucovainillina, protocatecualdehído, ácido protocatécuico, piperonal. Además se han detectado el acetaldehído, ácido acético, para-hidroxi-benzilalcohol, ácido benzoico, bencil-benzoato, acetofenona, furforol, 2-5-dimetil-furfurol, ácidos capróico, cáprico y caprílico, para-cresol, guaiacol, ácido isovaleriánico. También se han detectado los ácidos cítrico, málico, oxálico y tartárico.
Aunque se encuentran muchos compuestos en el extracto de vainilla, el responsable predominante de su característico olor y sabor es la vainillina.
Esta esencia se comercializa de dos formas: el extracto real de las vainas de semillas y la esencia sintética, más barata, que consiste básicamente en una solución de vainillina sintética (4-hidroxi-3-metoxibenzaldehído).
La vainilla natural es una mezcla extremadamente complicada de varios cientos de compuestos diferentes, a diferencia de la sintética, que se deriva del fenol y es de gran pureza. Sin embargo, es difícil determinar la diferencia entre ambas.

### Propiedades
La vainilla se usaba para tratar las fiebres graves y el dolor de vientre.
En el siglo XVI, Martín de la Cruz señala que "es ayuda para el viajero". Francisco Hernández de Toledo, en el mismo siglo, relata: "las vainas son calientes en tales grados que dos de estas vainas disueltas en agua y tomadas evacúan la orina; mezcladas con mecaxóchitl provocan las reglas, aceleran el parto, atraen las secundinas y los fetos muertos, calientan y tonifican el estómago, disipan las protuberancias, cuecen y adelgazan los humores crudos, fortalecen el cerebro y aprovechan al útero; son remedio contra venenos fríos y picaduras frías de animales ponzoñosos".
En el siglo XX, Maximino Martínez la refiere con los usos siguientes: alexitere, carminativo, diurética, emenagogo; estimulante, dice que aumenta el calor de estómago contra humores, mal de madre, como oxitócico, tónico cerebral y vasoconstrictor.[cita requerida]

## Historia
La vainilla era ya muy apreciada en la Mesoamérica Precolombina (especialmente en México) y fue introducida en Europa por los exploradores españoles, extendiéndose al resto del mundo con posterioridad.

### La «flor negra» de los aztecas

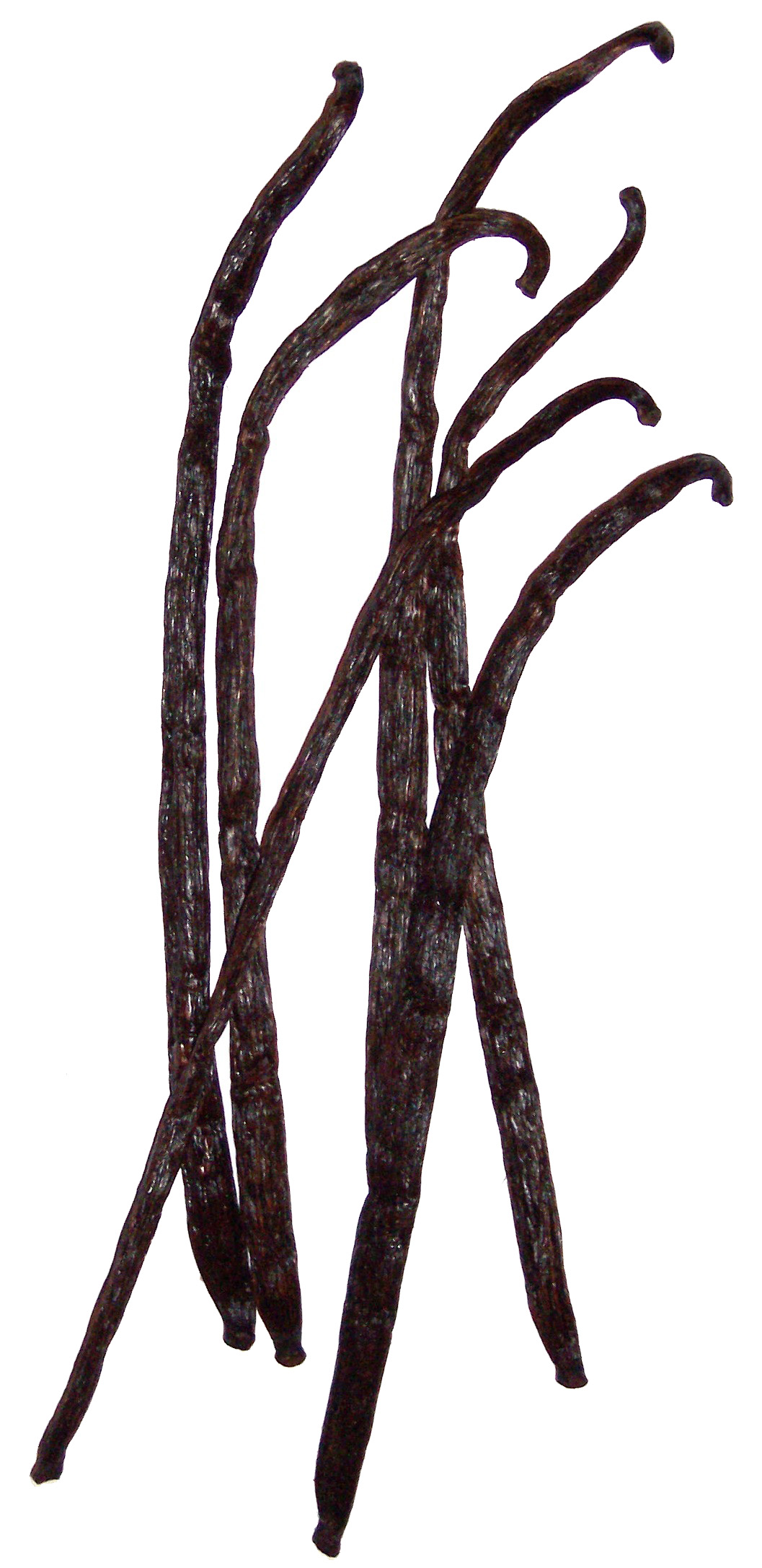
"Vainas" de vainilla

La historia de la vainilla está asociada a la del chocolate. Su origen es mexicano. Los mexicas, y antes los mayas, enriquecían con vainilla una bebida espesa hecha a base de cacao. Esta bebida estaba destinada a los nobles y a los guerreros, y era conocida con el nombre de xocolatl. Sin embargo, ni el cacao ni la vainilla los cultivaban ellos mismos debido a que el clima no era el adecuado. Las primeras referencias históricas acerca de la vainilla hablan de emperador azteca Itzcóatl (1427-1440) conquistó a los totonacas, antes denominado como “Totonacapan”, dentro del cual se encuentra la región vainillera, por lo que estos al ser conquistados tenían que pagar tributo, entre ellos, la vainilla (solamente los frutos) llamado en náhuatl “tlilxochitl” que significa flor negra. En totonaco “zacanatanuxanath” que quiere decir vainilla madura y negra. Después se dispersó por el resto del territorio debido a que estos pequeños lujos se conseguían a través del comercio con regiones vecinas. Además, sus conocimientos botánicos sobre la planta que producía la vainilla eran limitados, porque la designaron como tlilxochitl, que significa «flor negra».
Los totonacas, que ocupaban las regiones costeras del golfo de México en el norte del estado de Veracruz y en la ciudad de Papantla, eran quienes producían la vainilla y se la facilitaban a los mexicas. Su capacidad productora y exportadora continuó hasta mediados del siglo XIX, momento en el que los cultivadores franceses en México aprendieron la forma de inseminar artificialmente las flores, a partir de los conocimientos del pueblo totonaca.
Según la leyenda totonaca, la planta de la vainilla nació de la sangre de la princesa Tzacopontziza («Estrella de la Mañana») en el lugar donde ella y el príncipe Zkatan-Oxga («Venado Joven»), que la había secuestrado por amor, fueron capturados y decapitados por los sacerdotes de Tonoacayohua, diosa de las cosechas. El príncipe se reencarnó en un vigoroso arbusto y la princesa se convirtió en una delicada liana de orquídea que abrazaba dulcemente a su amante. Desde entonces, y aún hoy también, los totonacas llaman a la vainilla caxixanath, que significa «flor cazada», sumixanat, o de manera más breve, xanat.
Algunos expertos culinarios, como Marilyn Tausend, consideran la vainilla totonaca como la de mejor calidad en todo el mundo, especialmente en forma de extracto puro de vainilla de Papantla, en el estado de Veracruz. Y a menudo se comercializa en tiendas de alimentación especializadas con la etiqueta "Vainilla mexicana", aunque México también produce vainilla de calidad inferior que suele compartir esta denominación.

### La nueva orquídea de los españoles

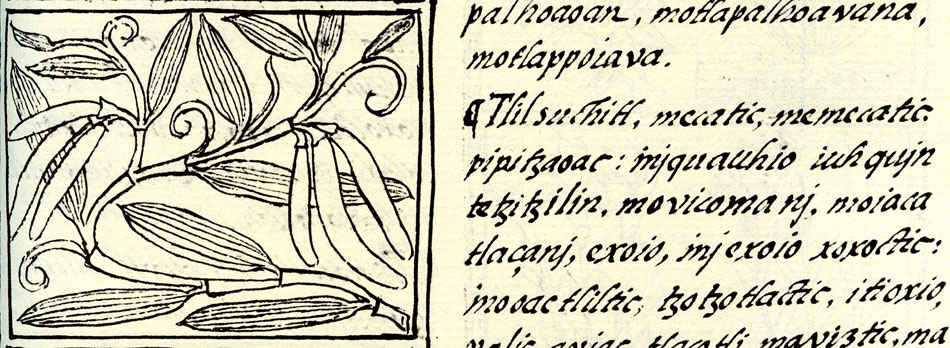
Dibujo de la vainilla en el Códice florentino (circa 1580) y descripción de uso y propiedades, escrito en lengua náhuatl.

Los españoles conocieron la vainilla a principios del siglo XVI al conquistar el continente americano. Nada hace pensar en que esta especia hubiese llamado la atención de las primeras expediciones continentales en su paso por América Central, incluidas las de Alonso de Ojeda y de Diego de Nicuesa en 1509 o la de Núñez de Balboa por Panamá en 1513, porque no se ha encontrado ningún registro sobre este tema que pudiese reflejarlo. Todo hace pensar, por el contrario, que el descubrimiento decisivo de la vainilla está relacionado con la llegada de los españoles a Tenochtitlan, el actual México, y con el encuentro, en 1519, de Hernán Cortés con el emperador azteca Moctezuma II, del cual Sahagún describe sus costumbres, y en particular el uso de la vainilla para aromatizar su chocolate. La primera referencia escrita conocida sobre la vainilla, así como la primera ilustración, aparecen en el Códice Badiano, escrito en náhuatl por Martín de la Cruz y traducido al latín por Juan Badiano en 1552. Asimismo, esta referencia es la primera que apareció sobre una orquídea del Nuevo Mundo.

### El monopolio español
Durante más de dos siglos, del XVII al XVIII, el imperio español, y concretamente la región, del actual México, Veracruz, mantuvo el monopolio de la vainilla. Y los totonacas continuaron siendo los principales productores mundiales hasta mediados del siglo XIX. Al llegar a Europa vía España, la vainilla supuso una auténtica revolución. 
Todos los intentos de reproducir esta orquídea fuera de su hábitat originario resultaron un fracaso. De hecho, no se supo hasta el siglo XIX que las abejas indígenas desempeñaban un papel indispensable en la fecundación, y por lo tanto, en la producción del fruto de la vainilla. El comercio internacional de la vainilla despegó en el siglo XIX a partir del conocimiento de los franceses tras la invasión de México, de las mencionadas técnicas de cultivo. 
Aunque en España ya era usada con profusión sobre todo en el chocolate, también fue muy apreciada en la corte de Francia. Por esto, Luis XIV decidió intentar introducir la planta en la Île Bourbon, o como actualmente se llama, isla de Reunión. Sin embargo, los diversos intentos realizados durante su reinado fracasaron. Aparte de España y Francia, la especia fue apreciada en muchos países europeos. Por ejemplo, la reina Isabel de Inglaterra por su farmacéutico, Hugo Morgan. Éste, pidió una muestra a Charles de L'Ecluse, también llamado Carolus Clusius, porque había publicado en 1605, por primera vez en Europa, una descripción de la vaina llamándola Lobus oblongus aromaticus, es decir, «alargada cáscara aromática».

### La irradiación de laÎle Bourbon

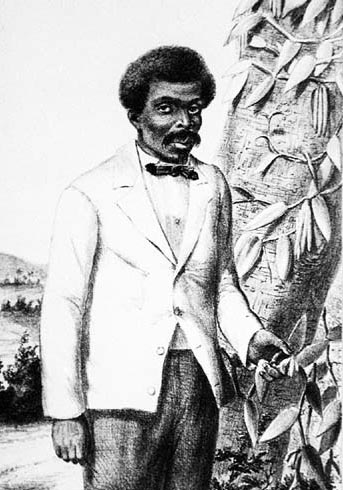
Retrato de Edmond Albius delante de las lianas de la vainilla, aparecido en 1863 en el álbum de la isla de Reunión de Antoine Roussin.

La primera polinización artificial de la planta se consiguió en 1836 en el jardín botánico de Lieja por el naturalista belga Charles Morren, En el siglo XIX, cuando la planta fue sacada de México, carecía de los polinizadores nativos necesarios para la fertilización natural. Fue un botánico belga llamado Charles Morren, que trabajaba con un espécimen de invernadero, quien hizo por primera vez este vínculo en 1839. Señaló “la ausencia de la especie de insecto que sin duda la naturaleza ha dado al clima de México para efectuar en esta última región la fecundación." Para fertilizar una planta de vainilla, escribió, había que hacerlo a mano: “Es necesario, pues, levantar el velamen o cortarlo cuando la planta va a ser fecundada, y poner en contacto directo el polen y la superficie estigmática.” Continuó señalando: “La fecundación nunca falla”.
Este proceso extremadamente delicado desconcertó a los botánicos de todo el mundo. Cuando intentaron seguir sus instrucciones, obtuvieron resultados muy irregulares.
"En La Reunión, ningún insecto ni ave fue capaz de polinizar la planta de la vainilla, por lo que, durante 20 años, las plantas de vainilla de la isla permanecieron sin fertilizar. Todo cambió en 1841, cuando Edmond Albius, un esclavo de 12 años apasionado de la botánica, descubrió una técnica para polinizar la planta de la vainilla de forma manual. Albius observó que, levantando mediante un bastoncillo delgado la pared que separa los órganos masculinos de los femeninos de la planta y frotándolos delicadamente, se podían fecundar las flores. Por fin había un método rápido y rentable para producir vainilla en todo el mundo".  Cuando se produjo la abolición de la esclavitud en 1848, se le dio al joven Edmond el patronímico de Albius, en referencia al color «blanco» (alba) de la flor de la vainilla.
Este método de polinización, del cual Jean-Michel-Claude Richard intentó apropiarse su autoría, hizo de la Île Bourbon (hoy isla Reunión) el líder en producción de vainilla de todo el planeta tan solo algunas décadas después 1819, año de introducción de la orquídea en la zona. La producción de vainilla ha desempeñado un papel tan importante en la economía de La Reunión a lo largo de su historia que, en el escudo de la isla, diseñado por el gobernador Émile Merwart en 1925, ocupa un lugar destacado una vaina de vainilla.  La reputación mundial de la Vanille de l’île de La Réunion procede de su singular firma aromática, resultado de las condiciones naturales en las que crece y de la pericia de los productores. En 2021 obtuvo el reconocimiento de Indicación Geográfica Protegida (IGP)."
Actualmente, la polinización de casi todas las plantas de vainilla se efectúa con el método de Albius.
La vainilla también ha sido cultivada en las islas de Guadalupe y Martinica; pero al reorientarse la agricultura hacia la caña y la banana, prácticamente desapareció - como un gran número de diversas especies cuyo cultivo era floreciente - y, en su lugar, se optó por las importaciones.

### El crecimiento malgache
Fueron los productores de Reunión quienes, hacia 1880, introdujeron el cultivo de la vainilla en Madagascar. Las primeras plantaciones se hicieron en la isla de Nosy Be. Desde allí, rápidamente se multiplicaron en las regiones orientales de la gran isla, concretamente en Antalaha y en Sambava, que poseen un clima húmedo favorable. La resonancia fue amplia y, rápidamente, la producción malgache sobrepasó las 1000 toneladas en 1929, superando en diez veces la de Reunión. Pero el mercado de vainilla, falto de regulación, experimentó cíclicamente crisis a causa de la superproducción.
A pesar de la competencia de otros países tropicales como Indonesia y la aparición de nuevas dinámicas para ganar mercado, como el estado de Kerala (en India), Madagascar hoy en día conserva, en gran parte, el rango de primer exportador mundial. Madagascar produce el 60% de la vainilla del mundo.

### Otros datos
La compañía Coca-Cola es la mayor consumidora de extracto natural de vainilla. Cuando se presentó la "Nueva coca cola" en 1985, la economía de Madagascar fue a la quiebra, recuperándose únicamente después de que ésta fracasara. La razón de esto fue que la Nueva coca cola utiliza un sustituto sintético más barato de la vainilla y las compras de vainilla natural se redujeron a la mitad durante este período. Hacia 2002, la compañía introdujo la "Coca cola vainilla", el mismo refresco con este sabor.

## Usos de la vainilla
La demanda de vainilla está muy diversificada e incluye desde el chocolate o refrescos de cola hasta perfumes.

### Saborizante y preparados alimentarios
Como saborizante, la vainilla es un producto elaborado usando las vainas de semillas de la orquídea vanilla. La especie principalmente recolectada es Vanilla planifolia, aunque también se utilizan otras, como Vanilla pompona y Vanilla tahitiensis). La industria agroalimentaria representa entre el 80% y el 85% de la demanda mundial. Incluye la chocolatería industrial, la heladería industrial, y los fabricantes de gaseosa. De este modo, la simple decisión de Coca-Cola de proponer su bebida gaseosa aromatizada con vainilla supuso un incremento del 13 % de la demanda mundial. Sin embargo, la receta original ya usaba la vainilla natural. La empresa es desde entonces la mayor consumidora mundial.
La vainilla se utiliza también en cremas, helados, pasteles y otras preparaciones culinarias caseras, añadiendo un poco de esencia o cocinando las vainas en el caldo del preparado. Se puede obtener un aroma más fuerte cortando las vainas por la mitad; en este caso, los pequeños granos negros que se encuentran en el interior liberan su aroma. Entre las recetas se pueden destacar algunas como el banana split, los canelés de Burdeos, el flan de huevo, los gofres rellenos de vainilla, la crema pastelera, o bien cócteles como el ron con vainilla.

### Perfumería
La vainilla está de fondo en muchos perfumes. Desde «Jicky», creado por Guerlain en 1889, lo más común es que la vainilla sintética aporte la base de los rasgos de vainilla, pero el uso del aroma natural continúa siendo apreciado por su capacidad de dar matices a las composiciones.
Algunos ejemplos de perfumes con trazas de vainilla son:
- «Must» de Cartier.
- «Shalimar» de Guerlain.
- «Coco» de Chanel
- «Tocade» de Marcel Rochas.
- «Hypnotic Poison» de Dior.
- «Vanilla Field» de Coty.
- «Le Male» de Jean-Paul Gaultier.
- «Vanille Passion» y «Vanille Extrême» de Comptoir Sud-Pacifique
- «Vanille givrée des Antilles», «Vanille sauvage de Madagascar»,«Vanahé», ... de Maison de la Vanille.

### Propiedades medicinales
Por último, aparecen también los beneficios de la vainilla como estimulante del sistema nervioso, y era usada como aceite esencial, tintura o infusión. Se empleaba contra la histeria, la depresión o la melancolía. También se recomendaba la vainilla para ayudar en los esfuerzos musculares, o contra los reumatismos.

## Modos de cultivo y de elaboración de la especia

### Plantaciones
Para crecer, la vainilla necesita un clima cálido y húmedo, unos apoyos sobre los que colgar y una cierta sombra. Principalmente se trabaja con tres técnicas de plantación, que son (de la más extensiva a la más intensiva):
- en la zona baja del bosque, usando los troncos de los árboles como soporte.
- en cultivos intercalados, por ejemplo con las cañas de azúcar.
- en invernaderos.

Los agricultores aseguran los esquejes, controlan o ayudan a que cuelgue bien la planta y velan en particular por el pliegue de la liana de tal manera que las futuras vainas puedan encontrarse a la altura de un hombre.
Los cultivos necesitan climas cálidos con temperaturas media anual de 23 a 26 °C, siendo un óptimo de 21 a 32 °C. La altitud recomendada es de 0 a 600 metros sobre el nivel del mar y una precipitación de 1,500 a 2,000 mm al año que proporcione una humedad mínima de 65% y una máxima del 80%. Los suelos deben tener un excelente drenaje con abundante materia orgánica y un pH de 6 a 7 con una profundidad mínima de 40 cm. o más. La luz debe ser filtrada en un 50%.

### Fecundación
La fecundación debe ser realizada aún hoy en día flor a flor. El procedimiento usado es todavía el mismo que el descubierto por Edmon Albius. Se realiza temprano por la mañana (porque las flores tienen una vida breve de apenas algunas horas desde el comienzo del día) y en época seca (porque la lluvia perjudica la formación del fruto).
La flor se sostiene con cuidado con una mano, usando un dedo como punto de apoyo bajo el ginostema o columna (la parte central de la flor). Con un instrumento puntiagudo pero no cortante, una espina por ejemplo, se rasga el capuchón que protoge los órganos sexuales masculinos. Con el mismo instrumento, se endereza entonces la lengüeta (el rostellum), que separa los órganos femeninos de la parte masculina, y se aproxima con los dedos el estambre que posee el polen hacia el estigma, ejerciendo una pequeña presión para asegurar el buen contacto.

### Preparación

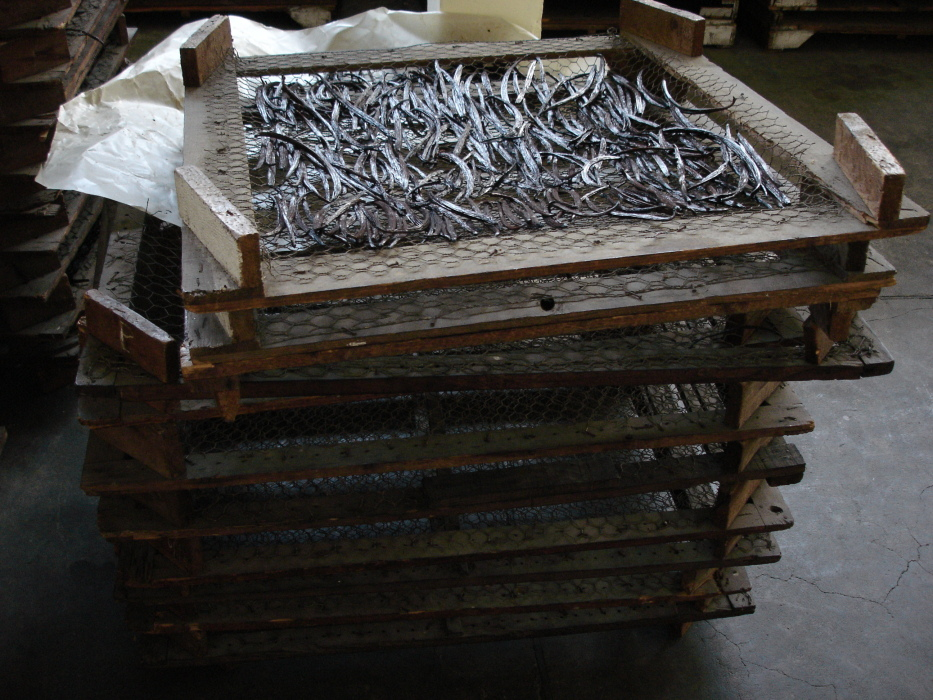
Secado de las vainas

La transformación de los frutos (que son prácticamente inodoros) en una especia suave y agradablemente perfumada necesita una preparación minuciosa y metódica. Los principios de ésta fueron desarrollados en México hace mucho tiempo. El método más simple, o lo que también se llama «preparación directa», consiste en dejar madurar la vaina alternando exposiciones de sol y sombra, aunque los resultados son mediocres. Se prefiere, por tanto, la «preparación indirecta» que comienza por un choque brutal que «mata» la vaina, seguido de una serie de operaciones de transformación, secado y clasificación que duran cerca de diez meses antes de conseguir el producto final conocido como el palo de vainilla que normalmente se comercializa.
Para «matar» la vaina, se puede pasar por el horno, por frío, por rayos infrarrojos, por etanol, etc. Pero el medio que hoy se usa de modo más generalizado consiste en darle a la vaina un baño en agua caliente. Es así como comienza el procedimiento elaborado en 1851 por Ernest Loupy, nativo de Reunión, a partir de los conocimientos mexicanos que habían sido ampliamente difundidos por David de Floris. Las etapas son las siguientes:
- Escaldado: unas cestas de mimbre llenas de vainas verdes de vainilla (de hasta 30 kg por cesta) son sumergidas durante tres minutos en agua, que se encuentra a una temperatura de 63 °C.
- Deshidratación: las vainas son rápidamente colocadas entre mantas de lana en grandes cajas durante un periodo de doce a catorce horas; así mantenidas en calor, pierden el agua, se desarrollan enzimáticamente y adquieren su color negro achocolatado.
- Secado: durante un tiempo de dos a seis semanas, según el nivel de calidad potencial, la vainilla se seca durante algunas horas al día, primero en un horno (65 °C) sobre bastidores, después al sol, y finalmente bajo la sombra, para conseguir una mejor calidad.
- Colocación en troncos: el refinado se realiza durante ocho meses en troncos de madera revestidos de papel pergamino; es durante este periodo cuando el aroma se desarrolla... Los troncos son regularmente revisados para retirar posibles vainas mohosas que contaminarían las otras.
- Calibrado: las vainas son clasificadas según su longitud, las más largas son las más prestigiosas.
- Embalaje: tradicionalmente, las vainas de la misma longitud son envasadas en paquetes, y si no, son metidas en sacos.

### Perfil aromático
La vainilla natural desarrolla un perfume complejo formado por varios cientos de compuestos aromáticos diferentes. Entre éstos, la molécula de vanilina (4-hidroxi-3-metoxibenzaldehído) es a través de la cual se forma el característico aroma dominante de la vainilla, que a su vez la caracteriza.
El perfil aromático depende de las condiciones de cultivo y preparación, pero también de las variedades y de las especies usadas. Por ejemplo, la de Tahití posee unos aromas de vainillina relativamente débiles. Sin embargo, el vanillon o vanilla pompona desprende un fuerte olor de cumarina. En lo que respecta a la de Tahití, rica en diversos compuestos, posee una buena reputación, superior a la de vanilla planifolia.

### Productos comerciales
La denominación comercial vainilla se aplica a las vainas preparadas que poseen una longitud de al menos 15 centímetros. Los frutos de mayor belleza, llamados vainilla casera, están destinados a la venta al por menor; no deben estar partidos, ni tener cicatrices ni estar secos. Una vaina de calidad debe poder ser enroscada alrededor del dedo sin dañarse.
La calidad más excepcional está formada por la vainilla helada: la vanilina cristaliza en la superficie con pequeños copos de nieve. Es la vainilla que posee el olor más intenso y más delicado.
Las producciones de menor calidad están destinadas al comercio al por mayor, para el mercado alimentario industrial, o son utilizadas para la preparación del extracto de vainilla o la fabricación de la vainilla en polvo. El extracto de vainilla se obtiene por maceración de las vainas en alcohol; la vainilla en polvo, moliéndola.

## Producción y consumo mundiales

### Regiones productoras

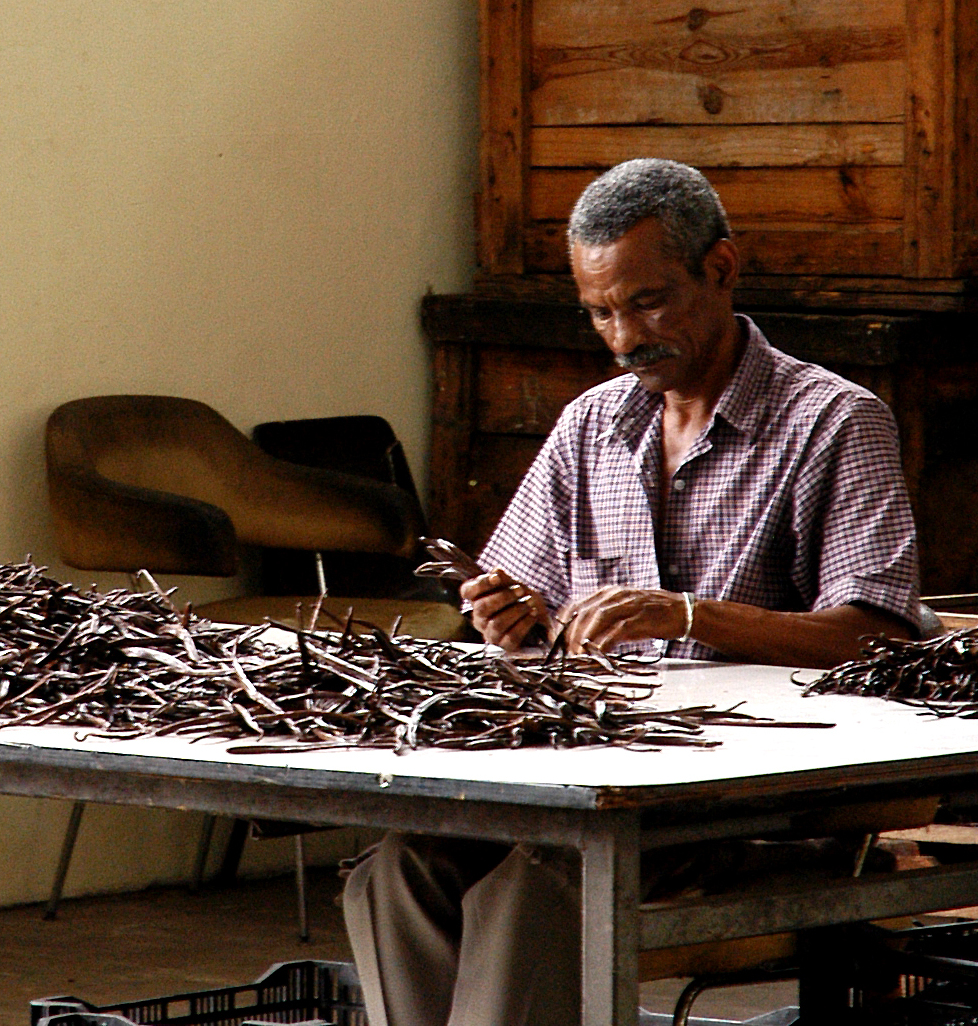
Un clasificador de vainilla en Reunión.

El cultivo de la vainilla se ha extendido en diversas regiones tropicales húmedas del mundo. Dos países, Madagascar e Indonesia, mantienen sin embargo la mayor parte de la producción mundial. A pesar de que a lo largo de los años 1990, la producción indonesia se mantuvo como líder, Madagascar ha recobrado hoy en día la posición dominante.
En Madagascar, en 2004, la vainilla era el modo de subsistencia de 80.000 agricultores. Se cultivaba sobre todo en la región de Sava, en el noreste de la isla donde se encuentran 24.000 de las 29.500 hectáreas plantadas en la isla. Se calcula que las otras plantaciones suponen unas 1.500 hectáreas en la región de Diego Suárez y unas 3.800 hectáreas en la región de Toamasina, el puerto por el que se realizan las exportaciones de la especia.
Otros países, de larga tradición en su cultivo, siguen ayudando de manera más modesta al mercado mundial: México, Comoras y, en buena racha, Reunión y Tahití. Por el contrario, Seychelles y Isla Mauricio ya no producen.
Las producciones del suroeste del Índico reciben el nombre de vanilla Bourbon, ya sean originarias de Madagascar, Comoras o Reunión. En esta región del mundo, la existencia de los alisios obliga a que el cultivo se haga en las costas orientales, las costas de viento, que son las más húmedas.
En Reunión, la producción está concentrada a lo largo de la costa del viento, entre Santa Susana y Bras-Panon. En el archipiélago de Comoras, ésta se localiza en Anjouan y Mayotte. El cultivo de la vainilla es la razón por la que se instaló el perfumista Jean-Paul Guerlain en estas islas. Son uno de los pocos lugares de fácil consecución (Unión de las Comoras), junto con el clavo de olor, otra especia a partir de la cual se puede fabricar la vanilina.
Han aparecido nuevos países en el mercado de la vainilla que se han lanzado a su producción, como Uganda, el Estado de Kerala en la India, Papúa Nueva Guinea, las islas Tonga, etc. Buscando la diversificación de ingresos agrícolas y un buen beneficio, estos nuevos productores se encuentran, sin embargo, presionados por las incertidumbres de un mercado muy fluctuante para un producto que necesita de un seguimiento preciso y riguroso a lo largo de su proceso de producción para conseguir una especia de calidad.
China produce asimismo vainilla en la provincia de Yunnan.

### Cifras de producción
|                    | 1964 | 1974 | 1984 | 1994 | 2004 |
| ------------------ | ---- | ---- | ---- | ---- | ---- |
| China              | 0    | 0    | 0    | 400  | 900  |
| Comoras            | 175  | 160  | 160  | 131  | 140  |
| Indonesia          | 150  | 300  | 520  | 1770 | 2387 |
| Madagascar         | 1050 | 2283 | 2277 | 1320 | 600  |
| México             | 90   | 29   | 161  | 167  | 189  |
| Uganda             | 10   | 10   | 10   | 20   | 70   |
| Polinesia francesa | 100  | 21   | 6    | 13   | 43   |
| La Reunión         | 45   | 27   | 56   | 33   | 35   |
| Tonga              | 0    | 10   | 16   | 100  | 130  |

El mercado relativamente restringido de la vainilla, que desea satisfacer una demanda sujeta a la autenticidad natural, está sometido a la meteorología y a la especulación financiera. Los ciclones que llegan frecuentemente a la costa oriental de Madagascar pueden, de hecho, destruir una parte importante de los cultivos de vainilla o de la cosecha anual. Pero la vainilla preparada puede ser conservada durante varios años. Las agrupaciones de productores y los intermediarios, si tienen medios, pueden también generar inventarios, para amortiguar las variaciones de precio o, al contrario, aprovechar estos cambios.
Normalmente, las grandes firmas de la industria alimentaria o las empresas internacionales tratan directa y confidencialmente con los productores locales. De esta manera, más bien opaca donde incluso el anuncio de las previsiones de producción puede llegar influir en el nivel de los precios, se hace entonces difícil conocer con seguridad las cifras.
Según las fuentes, los datos pueden entonces aparecer como contradictorios. Las evaluación de la FAO no dan más que una visión incompleta (donde falta de manera clara la India y Papúa Nueva Guinea) y somera (muchas cifras son aproximadas o han sido extrapoladas). Estas evaluaciones, como no deben ser expresadas normalmente como producción agrícola bruta (ya que la vainilla verde puede ser hasta cinco veces más pesada que la elaborada) no facilitan para nada las comparaciones, pero permiten apreciar las tendencias evolutivas de los tramos de los diferentes países productores.
De una manera general, los profesionales están de acuerdo en considerar que la producción mundial anual de vainilla elaborada se aproxima de hecho en la actualidad a las 2.500 toneladas.

### Competencia con los aromas industriales
En 1874, el doctor Wilhelm Haarmann, químico alemán, realizó la primera síntesis artificial de la vanilina a partir de coniferina extraída de la resina de picea. Pero otras substancias que químicamente poseen anillo aromático pueden servir también de base para una síntesis de vanilina. De hecho, la producción y el comercio de la vanilinia de síntesis está creciendo en base al uso de eugenol, un extracto del clavo de olor.
La vanilina de síntesis va alcanzando poco a poco un puesto cada vez más reconocido dentro del mundo alimentario, así como en la industria de todos los productos perfumados. Gracias a su bajo coste de producción, permita popularizar universalmente el aroma de la vainilla, pero al mismo tiempo obliga a la vainilla natural a una competencia desproporcionada. Se calcula que actualmente la producción mundial de vanilina industrial se encuentra entre las 12.000 y las 15.000 toneladas anuales, mientras que toda la vanilina natural que podría extraerse para la producción comercial mundial de vainilla representa un volumen menor a las 50 toneladas anuales.
Otros procedimientos industriales de fabricación de la vanilina pueden beneficiarse del aprovechamiento de materias primas cada vez menos caras: síntesis petroquímica, síntesis a partir de la lignina de residuos de la pasta de papel, oxidación de la curcumina extraída de la cúrcuma, o preparación biotecnológica por fermentación controlada de residuos de pulpa de remolacha de las azucareras.
Porque la molécula es químicamente la misma que la que aparece en la naturaleza, la vanilina producida industrialmente está calificada como aroma igual al natural.

En aplicación de la legislación europea, la vanilina puede ser designado como ingrediente alimentario bajo la simple denominación de aroma, mientras que según el derecho estadounidense, hace falta hablar de aroma artificial (artificial flavouring). De cualquier modo, sin embargo, la denominación aroma natural queda reservada al uso de la vainilla o extracto de vainilla.
Los fabricantes de productos alimentarios intentan sugerir la idea de vainilla, incluso cuando no hay rastro natural, ya sea a través de fórmulas sin valor jurídico del tipo de sabor vainilla, o bien mediante imágenes, a menudo fantasiosas o imprecisas, de flores de vainilla.

### La crisis de los años 2000

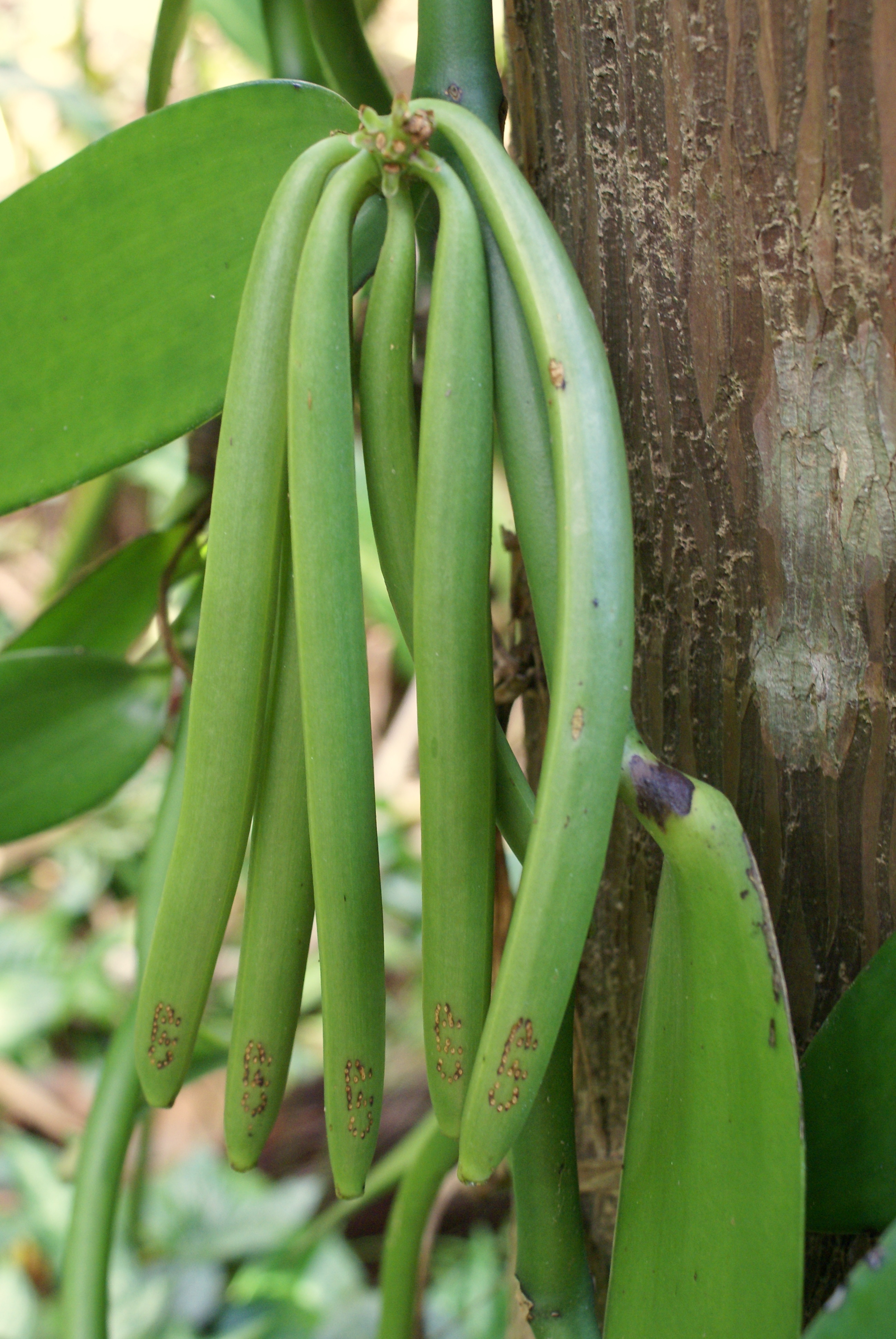
Vainas inmaduras

En el año 2000, cuando a Madagascar (40% de la producción mundial en 1994) llegaron los ciclones Eline y Hudah, los precios de la vainilla natural se dispararon. Esta alteración se vio continuada por la crisis política que ha sacudido y perturbado la marcha del país cuando en el año 2002 el presidente Didier Ratsiraka debió traspasar el poder a Marc Ravalomanana, un empresario que ha hecho una gran fortuna con el yogur y que está, de hecho, interesado en ese sector a través de su compañía Tiko.
Esta crisis ha animado a otros países competidores como Indonesia, Uganda, Papúa Nueva Guinea y el propio México a reactivar una producción tan especializada. Por otra parte, los precios generaron un cierto desánimo entre los consumidores y eso ha invitado a desarrollar la fabricación directa de la molécula de vanilina a través de medios cada vez más diversificados.

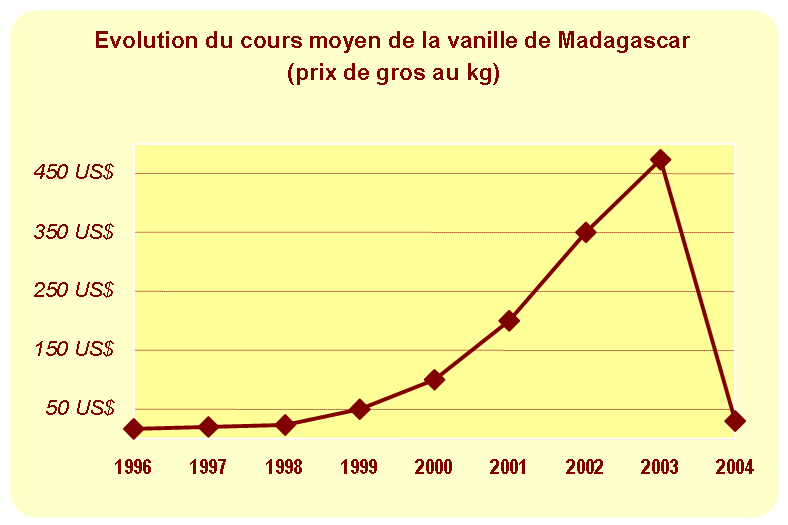
Fluctuación del precio de la vainilla entre 1996 y 2004

Pero después del comienzo del año 2004, los precios mundiales de la vainilla natural cayeron en dimensiones preocupantes: su precio pasó de 500 a 25-70 dólares. Y dependiendo de especies, la vainilla Bourbon cayó a 65-70 dólares, mientras que otras especies se pagaban a 25-40 dólares. A pesar de estos nuevos precios, históricamente bajos, la compra de vainas de vainilla natural sigue siendo despreciada. Madagascar que producía el 60% de la oferta global ha tenido que bajar un 40% el volumen de su producción.
En octubre de 2004, tuvo lugar en Niza el primer congreso internacional de esta especia. En ella se contempló el nacimiento de la International Vanilla Association, primera estructura de este tipo, que tiene como objetivo una mejor comprensión de los parámetros de consumo del mercado.

### Negocio y consumo
Los europeos consumen con mayor iniciativa la vainilla natural, especialmente en Alemania y en Francia (donde el 75% corresponde a la variedad Bourbon), mientras que en Estados Unidos se consume en mayor cantidad extractos de vainilla. Pero falta todavía el mayor consumidor mundial de vainilla natural incluso por delante de los dos países citados. Se trataba de una empresa estadounidense llamada Zink & Triest que a principios de 2003 se convirtió en el número uno del negocio internacional de este producto. Después del año 2005, al desaparecer Zink & Triest del mercado de la vainilla, se rejuveneció el sector, apareciendo nuevas potencias como Vanipro y Authentic Products. Otra gran empresa es McCormick & Company, fundada en 1889 en Baltimore, aunque también se pueden citar nombres como Givaudan, Robertet e International Flavors and Fragrances, todos importantes en las industrias de los aromas y de los perfumes.